# فالميكيبورم
فالميكيبورم (بالإنجليزية: Valmikipuram)‏ هي منطقة سكنية تقع في الهند في مقاطعة جيتور. يقدر عدد سكانها بـ 17,000 نسمة ومساحتها 1.04 كم2 وترتفع عن سطح البحر 611 متر.